# 鄭皇橋站

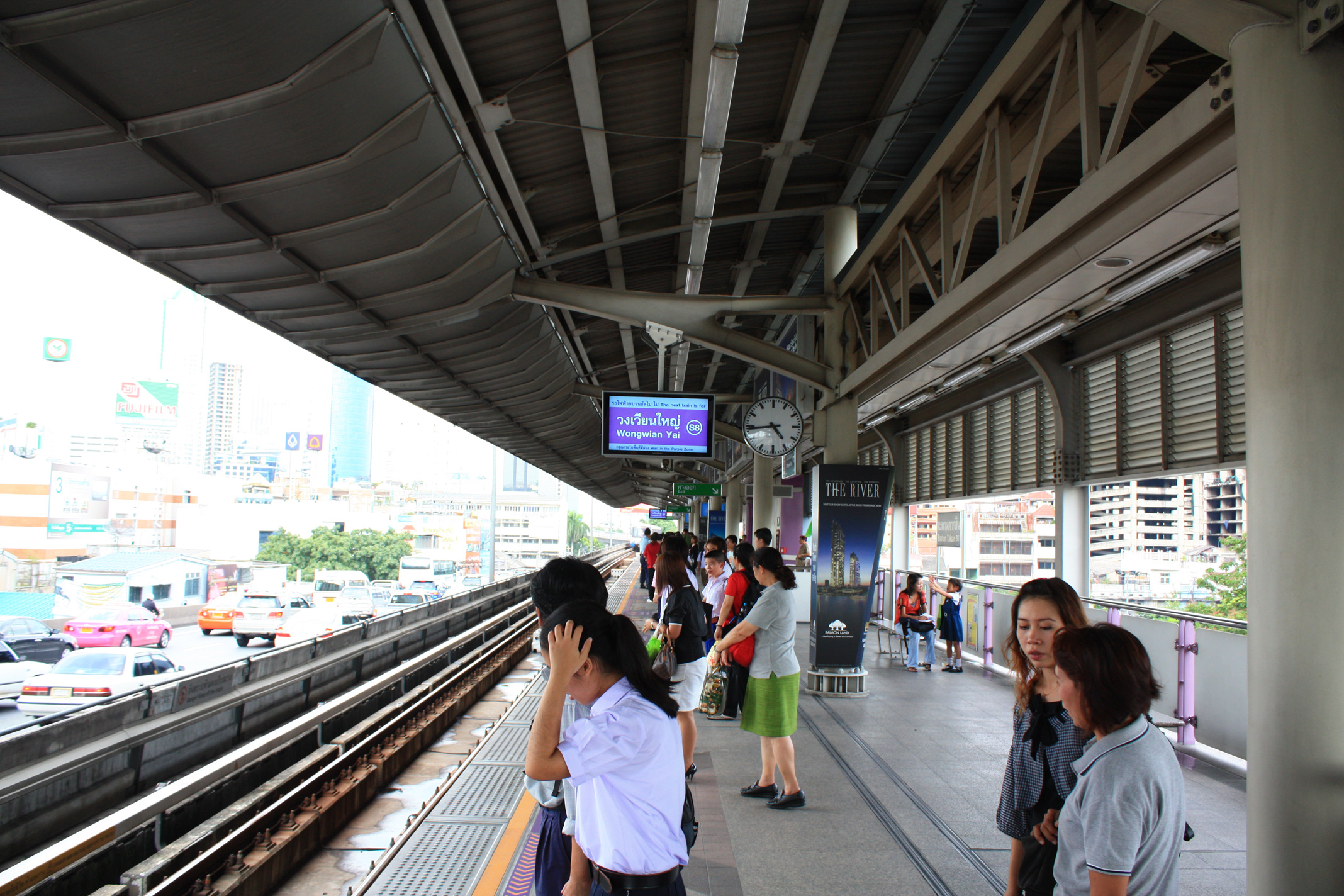
鄭皇橋車站的月臺

鄭皇橋站位於泰國首都曼谷挽叻縣的石龍軍路與沙吞路口，為曼谷大眾運輸系統（BTS）是隆線的一個車站，車站編號為S6。此站位於舊城區，附近外國大使館及飯店林立。
此站起初為終點站，因此只設有1面1線的側式月台。後來是隆線延長卻沒有增設月台，導致來回程都必須途經同一條軌道，成為全線瓶頸。2017年有計劃進行扩建。此站設有旅客服務中心。

## 鄰近景點
- 湄南河畔：
  - 曼谷文華東方酒店
  - 曼谷半島酒店
  - 香格里拉大酒店
  - 皇家喜來登蘭花酒店
  - 曼谷希爾頓千禧年酒店
  - 本頭公廟：20世紀初期，由海南島的華僑建立的土地廟。
- 石龍軍路
  - 王子戲院；豬肉粥檔
  - 法國駐泰國大使館（法语：Ambassade de France en Thaïlande）
  - 葡萄牙駐泰國大使館
  - 泰國郵政總局

## 外部連結
- 曼谷集體運輸系統（架空電車）的官方網站